# NGC 5575
NGC 5575  (hay NGC 5578) là một thiên hà dạng hạt đậu trong chòm sao Xử Nữ. Vật thể được phát hiện vào ngày 8 tháng 5 năm 1864 bởi nhà thiên văn học người Đức Albert Marth.